# Семенов Валентин Олександрович
Валентин Олександрович Семенов (26 грудня 1911, тепер Рязанської області, Російська Федерація — 27 червня 1988, місто Волгоград, Російська Федерація) — радянський діяч, генеральний директор Волгоградського тракторного заводу імені Дзержинського. Кандидат у члени ЦК КПРС у 1961—1966 роках. Депутат Верховної Ради Російської РФСР 7—10-го скликань. Герой Соціалістичної Праці (5.08.1966). 

## Життєпис
Народився в бідній селянській родині. У 1930 році приїхав до міста Сталінграда на будівництво тракторного заводу. Почав свою діяльність чорноробом, рив котловани для цехів. Одночасно освоював професію фрезерувальника.
У 1935 році закінчив ливарний факультет Сталінградського механічного інституту.
У 1935—1943 роках — економіст-плановик, інженер, майстер, старший технолог Сталінградського тракторного заводу імені Дзержинського. Восени 1942 року брав участь в евакуації устаткування Сталінградського тракторного заводу на Урал, де допомагав налагоджувати випуск самохідних артилерійських установок. Повернувшись в 1943 році в Сталінград, продовжив роботу на відновленому тракторному заводі.
У 1943—1945 роках — головний металург Сталінградського тракторного заводу імені Дзержинського.
Член ВКП(б) з 1945 року.
У 1945—1950 роках — начальник цеху, в 1950—1957 роках — начальник виробництва Сталінградського тракторного заводу імені Дзержинського.
З травня 1957 по 1982 рік — директор, генеральний директор Сталінградського (з 1961 року — Волгоградського) тракторного заводу імені Дзержинського.
За особливі заслуги у виконанні семирічного плану і досягнення високих виробничих показників Указом Президії Верховної Ради СРСР від 5 серпня 1966 року Семенову Валентину Олександровичу присвоєно звання Героя Соціалістичної Праці з врученням ордену Леніна і золотої медалі «Серп і Молот».
З 1982 року — персональний пенсіонер у місті Волгограді.
Помер 27 червня 1988 року. Похований на Центральному (Димитріївському) цвинтарі Волгограду.

## Нагороди і звання
- Герой Соціалістичної Праці (5.08.1966)
- три ордени Леніна (5.08.1966; 15.03.1974; 13.06.1980)
- орден Жовтневої Революції (5.04.1971)
- орден Трудового Червоного Прапора (6.05.1945)
- два ордени «Знак Пошани» (8.02.1942; 20.11.1958)
- медаль «За трудову доблесть» (20.01.1943)
- медалі
- Державна премія СРСР
- Заслужений машинобудівник Російської РФСР
- Почесний громадянин міста Волгограду (7.05.1980)